# Симон II (герцог Лотарингии)
Симон II (ок. 1140 — 1 апреля 1206; фр. Simon II de Lorraine, нем. Simon II. von Lothringen) — герцог Лотарингии с 1176, старший сын Матье I, герцога Лотарингии, и Берты, дочери Фридриха II, герцога Швабии.

## Биография
Симон стал преемником своего отца в 1176 году, но его брат Ферри I  предъявил претензии на герцогство Лотарингия, в чём его поддержала мать, Берта Швабская, сестра императора Фридриха I Барбароссы. На стороне Симона была лотарингская знать, которая подтвердила права Симона II на Лотарингию, и Симон за это создал орган, который исполнял роль парламента (фр. États de Lorraine). Он передал Ферри сеньорию Бич, но это не удовлетворило Ферри и он восстал. Борьба за наследство между братьями продолжалась три года и закончилась договором, заключённым в Рибемоне в мае 1179 года, по которому Лотарингия была разделена на 2 части. Ферри получил северную часть герцогства (германоязычную), а Симон — южную (франкоязычную). Кроме того Ферри получил сеньории Жербевийе и Орм около Нанси. 
В 1178 году епископ Туля Пьер де Бриксе начал строительство замка в Левердене, с разрешения герцога Лотарингии Симона II. Потрясенный масштабами задачи, он поручил строительство графу Бара Генриху I, чем тот и воспользовался. Это не подорвало хороших отношений с герцогом, хотя тот мог чувствовать угрозу со стороны замков Левердена, Аманса и Муссона. В 1202 году герцог Лотарингии Симон II подписал договор с братом Генриха I, графом Бара Тибо I, по которому Тибо призначал за Симоном все его земли. В свою очередь, Тибо получил сюзеренитет над графством Водемон, что придавало ему большое значение в герцогстве Лотарингия. 
Симон отрекся от престола в 1205 году и ушел в монастырь, где в следующем году и скончался. Он не имел детей и завещал герцогство старшему сыну Ферри I, Ферри II. Ферри I, однако, не принял этого и сам провозгласил себя герцогом.

## Брак и дети

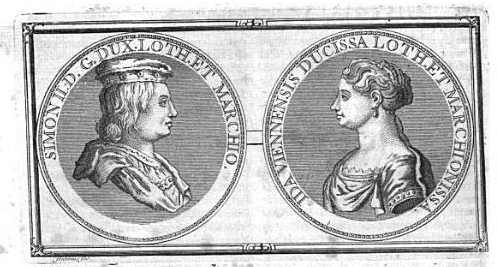
Симон II и Ида

Жена: Ида де Вьенн (ум. после 1218), дочь Жеро I, графа Макона и Вьенна, и Морьет де Сален. Детей не имели.